# 1900年パリオリンピックのスイス選手団
1900年パリオリンピックのスイス選手団（1900ねんパリオリンピックのスイスせんしゅだん）は、1900年5月14日から10月28日にかけてフランスの首都パリで開催された1900年パリオリンピックのスイス選手団、およびその競技結果。

## 概要
今大会は、金メダル6個、銀メダル2個、銅メダル1個の合計9個のメダルを獲得した。

## メダル
| メダル | 選手名 | 競技       | 種目                        |
| ------ | ------ | ---------- | --------------------------- |
| 金     |        | 射撃       | 男子50mピストル             |
| 金     |        | 射撃       | 男子ミリタリーピストル団体  |
| 金     |        | 射撃       | 男子ミリタリーライフル膝射  |
| 金     |        | 射撃       | 男子ミリタリーライフル3姿勢 |
| 金     |        | 射撃       | 男子ミリタリーライフル団体  |
| 金     |        | セーリング | 1～2トン級                  |
| 銀     |        | 射撃       | 男子ミリタリーライフル膝射  |
| 銀     |        | セーリング | 1～2トン級                  |
| 銅     |        | 射撃       | 男子50mピストル             |